# Trine Troelsen
Trine Bach Troelsen, ursprungligen Stenbæk, född 2 maj 1985 i Skjern, är en dansk tidigare handbollsspelare (vänsternia/mittnia).

## Karriär

### Klubblag
Troelsen började att spela handboll i Skjern, men skiftade tidligt till Viborg H. I Viborg fick hon debutera i damehåndboldligaen 2003. Med Viborgs alla stjärnor var det svårt for henne att få  speltid, även om hon redan i sin första säsong fick känna på international handboll via klubbens matcher EHF Cupen. Då SK Aarhus satsade 2007 valde Trine Troelsen att ansluta till denne klubb, och här fick hon sitt stora genombrott. Hon blev en av de bärande spelarna i laget.  SK Aarhus skrala  ekonomi gjorde hon valde att skifta till FC Midtjylland vid årsskiftet 2009/10, även om  hon i FCM i början fick spela som amatör, då  klubben också hade ekonomiska svårigheter och inte hade tillstånd  att skriva nya kontrakt. Då FC Midtjylland fick bättre ekonomi, blev det fler bra niometersspelare i laget. Troelsen fick mindre speltid. Hon valde 2014 att byta till franske Toulon Saint-Cyr Var HB men hon stannade bara i en säsong, innan hon vände hem till den danske ligaklubben Silkeborg-Voel KFUM. Med Silkeborg Voel-KFUM vann hon skytteligan i damhandbollsligan 2016-2017. 2017 valde Troelsen att vända tillbaka till FC Midtjylland. Efter att ha fött barn 2018 meddelade hon i december  att hon avslutar karriären efter säsongen 2019.

### Landslagskarriär
Den 6 april 2006 i Århus, debuterade  hon i landslaget, i en kamp mod Ryssland inför 2778 åskådare, med att göra 5 mål. Troelsen var sedan med i  EM samme år i Sverige. Då Danmarks landslag var inne i ett generationsskifte, då spelare som Katrine Fruelund, Rikke Skov och Mette Sjøberg slutade i landslaget, stod Troelsen i tur att ta över. Trine Troelsen blev snabbt hemtam i truppen. Vid VM 2009 blev hon lagets bästa målskytt med 44 mål och var en av de drivande i femteplatsen i den turneringen. Hon spelade sedan i EM 2010 på hemmaplan då Danmark kom på fjärde plats. Hon var också med i VM 2011 i Brasilien men sen blev det inte fler VM-slutspel. Efter att ha deltagit i OS i London 2012 blev det inga fler mästerskap alls. Hon gjorde sin sista landskamp den 7 juni 2014 mot Österrike. Hon hade då spelat 134 landskamper och gjort 341 mål i landslaget.

## Meriter
- 4 Danska Mästerskap med Viborg HK 2004 och 2006 samt FC Midtjylland 2011 och 2013.
- Champions League 2006 med Viborg HK
- EHF cupen 2004 med Viborg HK
- EHF cupen 2011 med FC Midftjylland
- Seger i skytteligan i damehåndboldligaen 2016/2017 med 180 mål.